# Clachtoll-Formation
Die Clachtoll-Formation ist die unterste Formation der Stoer Group an der Nordwestküste Schottlands. Sie wurde während des Steniums vor rund 1200 Millionen Jahren gegen Ende des Mesoproterozoikums auf dem Hebriden-Terran abgelagert.

## Etymologie

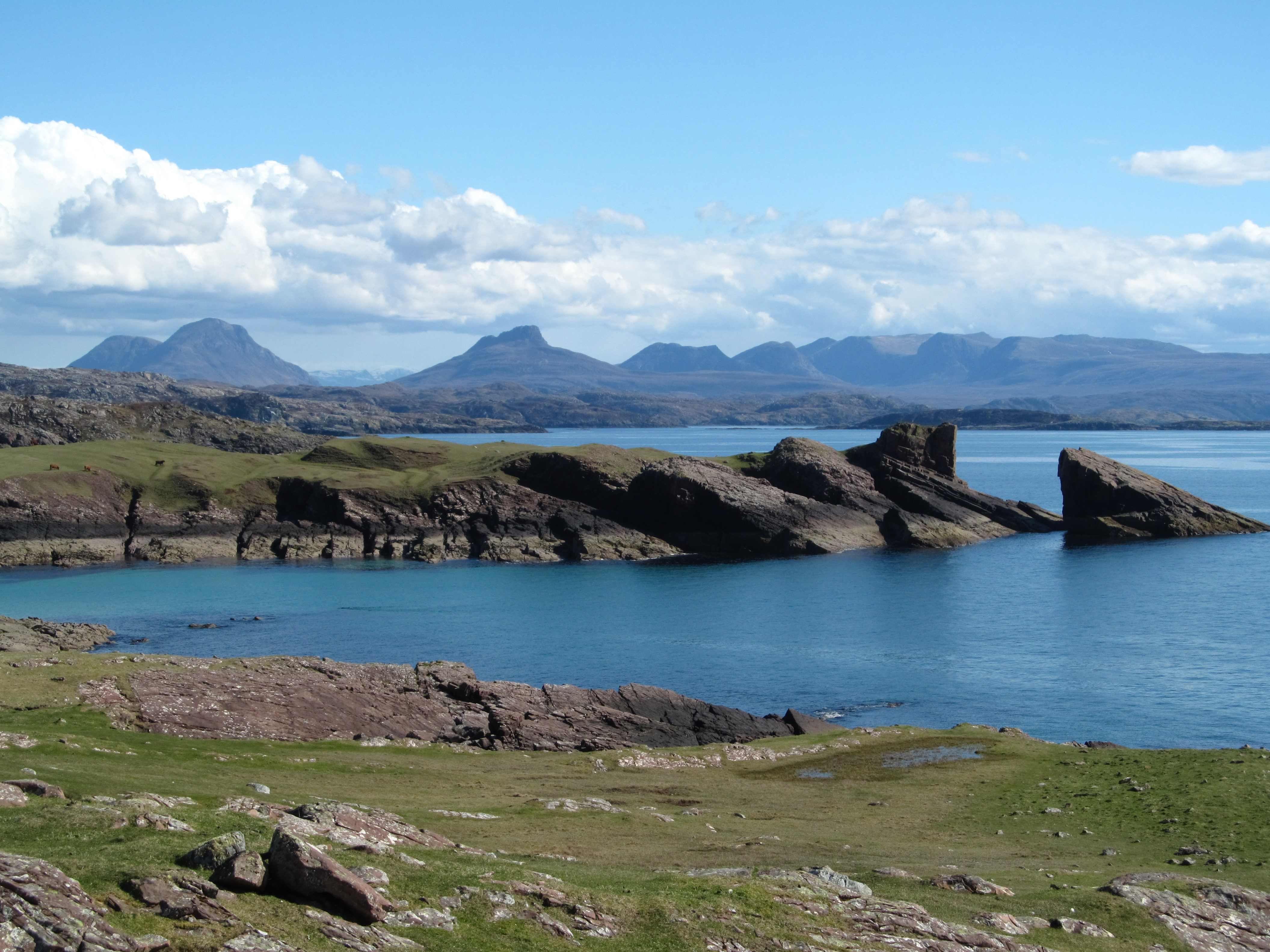
Die Clachtoll-Formation an der Clachtoll Bay. Gut zu erkennen das westliche Einfallen der Sedimente. Rechts der namensgebende gespaltene Felsenrumpf Clachtoll.

Der Name der Formation ist von ihrer Typlokalität, der Ortschaft Clachtoll in Assynt (Sutherland) abgeleitet. Das Schottisch-Gälische Substantiv Clach hat die Bedeutung Stein, Fels. Es leitet sich vom Irischen cloch ab. Das Substantiv toll bedeutet Loch, Öffnung, Lücke. Clachtoll ist somit eine Felslücke. Gemeint ist hiermit die imposante Felsformation in der Clachtoll Bay, die möglicherweise die Überreste eines riesigen Felsentors darstellt.

## Vorkommen
Die Clachtoll-Formation findet sich in zwei substantiellen Vorkommen. Einmal auf der Stoer-Halbinsel im Norden mit der Typlokalität und weiter südlich an der Enard Bay. Die Typlokalität ist ein Küstenprofil 500 Meter südlich und 300 Meter westlich der Ortschaft Clachtoll. Die Formation erscheint bei Diabaig (mit schönen Rippelmarken), reicht aber noch weiter in den Süden bis an die Seitenverschiebung der Loch Maree Fault bei Poolewe heran, von der sie abgeschnitten wird. Auch im Westen endet die Formation laut Stewart (1993) jäh verwerfungsbedingt und wird seewärts in Richtung Minch nirgendwo mehr angetroffen. Es ist ferner anzunehmen, dass ihre Ostgrenze nicht viel weiter reichte als die heutigen Aufschlussverhältnisse.

## Einführung
Die endmesoproterozoische Stoer Group ist eine Synrift-Ablagerung im Nordwesten Schottlands. Sie entstand zwischen 1200 und 1100 Millionen Jahren beim Auseinanderbrechen des nordwestlichen Laurentias und Balticas. Die Gruppe baut sich vorwiegend aus rotgefärbten Sandsteinen, Siltsteinen und Tonsteinen auf und enthält nur sehr wenige karbonatische Lagen.
Die basale Clachtoll-Formation legte sich direkt diskordant über Gneise des Lewisians, die hier das archaische und paläoproterozoische Grundgebirge bilden. Aufgearbeitet wurden in diesem Prozess ausschließlich Klasten des Lewisians – die recht groß werden können und in den untersten Abschnitt der Clachtoll-Formation inkorporiert wurden. Das bereits während des Mesoproterozoikums tief erodierte Grundgebirge der lewisischen Gneise bildete eine charakteristische wellige Landoberfläche, die auch jetzt nach wie vor entlang der Clachtoll Bay und der Enard Bay einzusehen ist. Unterhalb der Diskordanz sind nirgendwo Paläoböden anzutreffen und auch die Verwitterung des Lewisians hält sich in Grenzen. Ultramafische Gneise in Clachtoll vergrusten und bildeten abgerundete Gerölle. Gneise an der Enard Bay sind rot verfärbt und an Rissen etwas über einen Meter tief zersetzt. Innerhalb der Formation kam es aber dann zu Bodenbildung, erkennbar an Vertisol-ähnlichen Sedimenten. 

## Stratigraphischer Aufbau

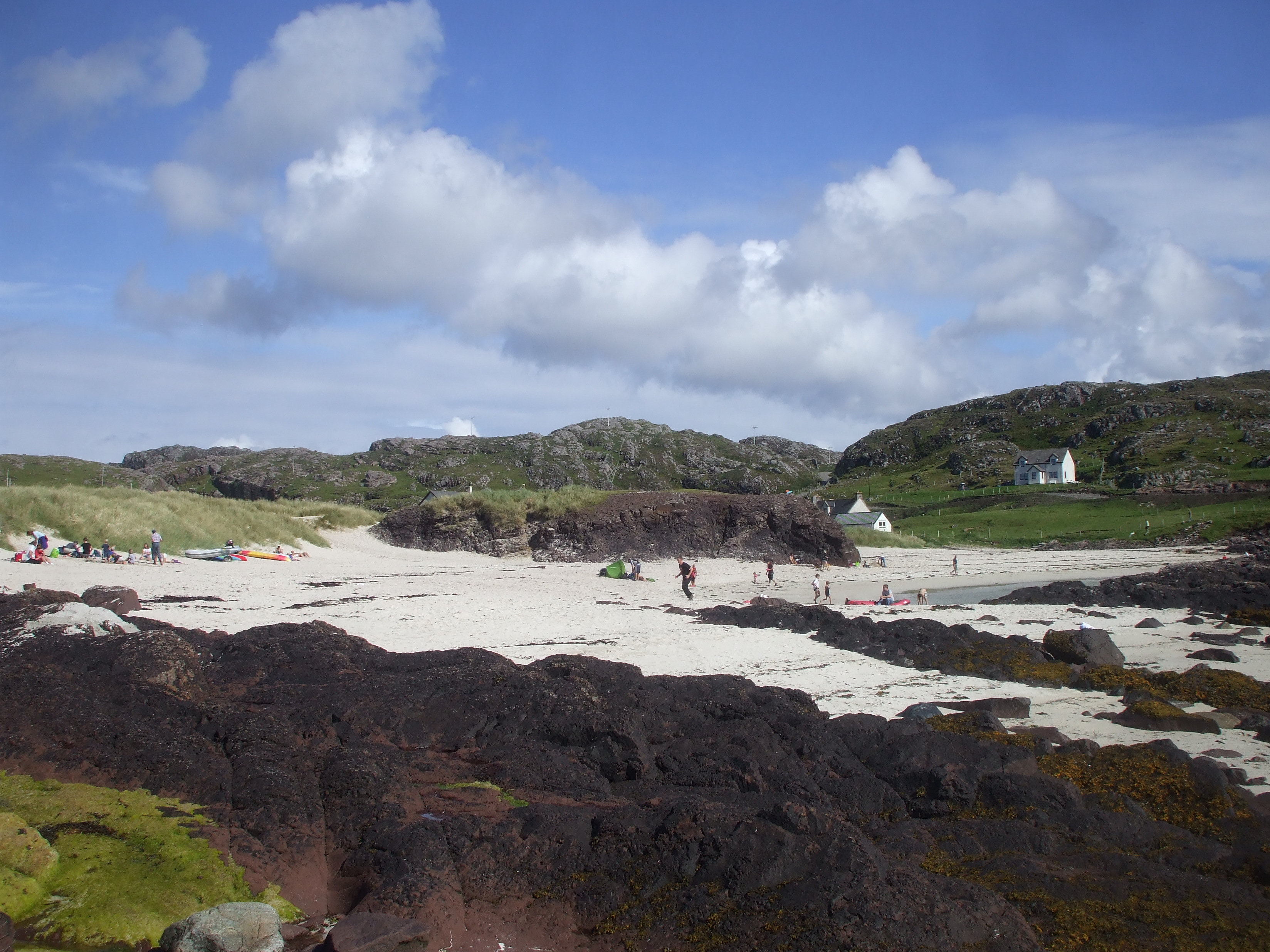
Bucht an der Clachtoll Bay. Im Vordergrund die Clachtoll-Formation, im Hintergrund die Rundhöcker des Lewisians

Die durchschnittlich rund 350 Meter mächtige Clachtoll-Formation (neuerdings werden nur noch 190 Meter angegeben – die Formation kann aber durchaus nahezu 500 Meter erreichen oder im anderen Extrem bis auf Null zurückgehen) liegt mit einer scharfen Diskordanz über dem Lewisian, das nur geringfügige und örtlich begrenzte Verwitterungserscheinungen zeigt. Der Kontakt ist sehr schön oberhalb des Friedhofs von Stoer aufgeschlossen. Brekzien kleben hier förmlich an den Gneisen. 
Die Formation bildet die Basis der Torridonian Supergroup und baut sich aus fanglomeratischen Brekzien und Konglomeraten auf, deren zum Teil sehr große Klasten (bis zu 50 Zentimeter, gelegentlich auch bis zu 2 Meter im Durchmesser) hauptsächlich aus Gneisen des Lewisians bestehen. Die angerundeten und leicht eckigen Gneisklasten zeigen manchmal Anzeichen von Verwitterung. Die Grobklastika wurden in ein Paläorelief geschüttet, dessen Denivellation stellenweise mehr als 150 und bis zu 300 Meter betragen kann. Steil gebankte Wasserläufe haben sich in die unterlagernden Gneise eingeschnitten. 
Weiter in Richtung Hangendes gehen die Grobklastika zurück und es folgen anfangs noch grobkörnige, später dann mittel- bis feinkörnige, schräggeschichtete Sandsteine (mit Trog-Schrägschichtung), die als Ablagerungen eines mäandrierenden Flusssystems gedeutet werden. Sedimentologisch handelt es sich hier um wandernde Flussdünen des unterkritischen Strömungsbereichs. Es treten jetzt auch parallel geschichtete, fein- bis mittelkörnige Sandsteine hinzu. Tonige Sandsteinfazies machen etwa 15 % aus. Weiterhin verzahnen sich die schräggeschichteten Sandsteine mit roten ausgetrockneten Tonen und Silten, von denen sie schließlich überlagert werden. In den Silten finden sich bis zu 3 Meter dicke, feinkörnige Sandsteinlagen. Einige seltene Kalklagen sind ebenfalls vorhanden.
Das sehr gut aufgeschlossene Typusprofil entlang der Küste bei Clachtoll beginnt mit 15 Sedimentzyklen aus Sandstein, Siltstein und Tonstein mit Trockenrissen. Über diese Zyklen legen sich konglomeratische Sandsteine und dann rotbraune Tonsteine. Letztere enthalten zentimeterdicke, laminierte und verdrehte Karbonat-Siliziklastika-Couplets, die möglicherweise Stromatolithen darstellen. Oberhalb und unterhalb der Couplets befinden sich tafelförmige Sandsteinpakete sowie tonige Lagen.
Die generelle Schüttungsrichtung der Sedimente überdeckt den Sektor Südwest bis Nordwest – mit einem Maximum bei Westnordwest.
Die Clachtoll-Formation wird sodann konkordant von der Bay-of-Stoer-Formation überdeckt. Der Hangendkontakt stellt eine Erosionsfläche dar, auf der geröllhaltige rote Sandsteine der Bay-of-Stoer-Formation zu liegen kommen.

## Sedimentologische Fazies

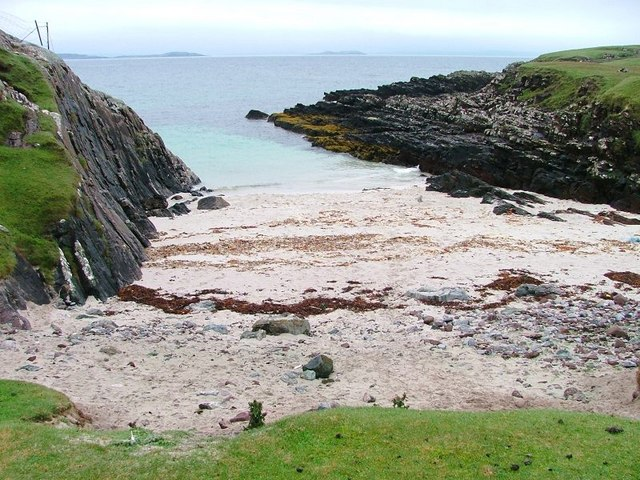
Sandiger Wassereinlass südlich von Clachtoll. Links Lewisian mit steilstehender Foliation, rechts erscheinen die leicht einfallenden Schichten der Clachtoll-Formation.

Faziell ist die rein kontinentale Clachtoll-Formation wie folgt zu interpretieren: das Liegende mit seinen Grobklastika wurde von kleineren Schwemmfächern verursacht, welche an Paläotäler gebunden waren. Die Sedimente verfeinerten sich sodann sukzessive in Richtung Hangendes. Waren sie anfangs noch in tieferem Wasser abgesetzt worden, so tauchten sie schließlich an die Oberfläche auf – was an Rippeln sowie an Trockenrissen eines Tonpfannen-Environments zu erkennen ist. Ganz zum Schluss bildeten sich Sandsteine, die in einer Zopfstromebene sedimentiert wurden.
A. D. Stewart (2002) unterscheidet in der Clachtoll-Formation insgesamt 8 Fazies – Ct 1 bis Ct 8. Die Fazies Schwemmfächer (Brekzien und tafelförmige Sandsteine) wird durch Ct 1, Ct 2 und Ct 6 vertreten. Zur fluviatilen Fazies (schräg geschichtete Sandsteine und geröllhaltige Konglomerate) gehören Ct 4 und Ct 5. Die lakustrine Fazies (einschließlich Sümpfen) mit roten Tonsteinen und tonigen Sandsteinen wird von Ct 3 und Ct 7 vertreten. Schräg geschichtete Sandsteine einer äolischen Fazies finden sich in Ct 8.

### Schwemmfächerfazies

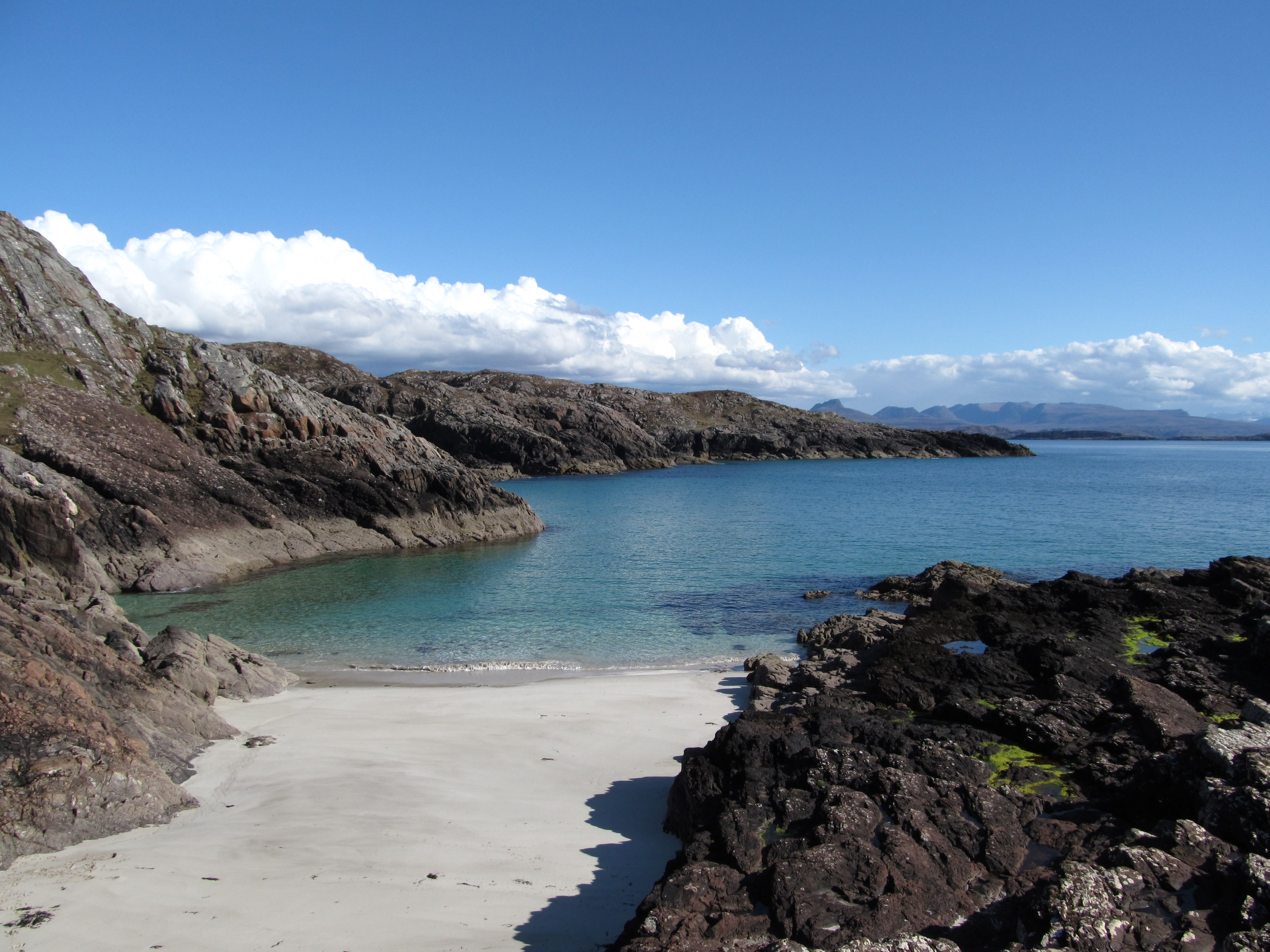
Kleine Bucht südlich von Clachtoll. Am linken Bildrand schön zu sehen die Fazies Ct 1 umgeben von Gneisen des Lewisians.

Die brekziöse/konglomeratische, hochenergetische, alluviale Schwemmfächerfazies Ct 1 kann in Paläotälern des Grundgebirges bis zu 200 Meter an Mächtigkeit erreichen. Die Matrix des klastengestützten Sediments besteht seinerseits aus Grobsand und kleineren Geröllen. Als Minerale finden sich in der Matrix die lokal vorhandenen Komponenten Granat, Olivin, Biotit und teilweise zersetzte Amphibole. Die grobklastischen Ablagerungen der Fazies Ct 1 erfüllten ab dem Apex des Schwemmfächers, der noch in das Grundgebirge eingeschnitten war, den gesamten ehemaligen Talboden.
Die alluviale Schwemmfächerfazies Ct 2 folgt dann gewöhnlich auf Ct 1, Ct 1 kann aber auch von den Flussfazies Ct 4 und Ct 5 überlagert werden. Ct 2 ist bereits niedrig energetischer als Ct 1 und wird bis zu 300 Meter mächtig. Die Fazies besteht aus hellroten, grobkörnigen Sandsteinen (definitionsgemäß zu mehr als 50 %) mit dazwischenliegenden Klasten. Die Sandsteine enthalten kleine Gerölle und sind tafelförmig angeordnet. Diese geröllhaltigen Sandsteintafeln deuten auf Schichtfluten (Englisch sheet floods), wie sie in kleineren Fächern typisch sind, im Flussmilieu aber nur selten vorkommen. Örtliche Trog-Schrägschichtungen sind keine Seltenheit. Nehmen diese dann überhand erfolgt bereits der Übergang in die fluviatile Fazies Ct 5, die nicht immer einfach von Ct 2 abzutrennen ist.
Die oberste Schwemmfächerfazies Ct 6 ist energetisch gemäßigter als Ct 1 und Ct 2. Sie erreicht knapp 200 Meter an maximaler Mächtigkeit. Sie enthält fein- bis mittelkörnige, jedoch schlecht sortierte Sandsteine, die parallel zur Schichtung im Millimeter- bis Zentimeterbereich laminiert sind. Ihre Matrix beträgt nur 15 %. An maximaler Korngröße werden noch 2 Millimeter erreicht. Schrägschichtungen geringer Neigung treten nur selten auf. Sporadisch erscheinen jedoch ausgetrocknete rote, bis zu 3 Meter mächtige Tonlagen. Ct 6 liegt gewöhnlich auf der Fazies Ct 5 mit Trog-Schrägschichtung oder auf Ct 2. Seitlich kann die Fazies in die tonige Sandsteinfazies Ct 7 übergehen. Insgesamt handelt es sich bei Ct 6 um Schichtflutablagerungen des oberen Strömungsregimes, die am Fuß des Schwemmfächers abgesetzt wurden. Ein modernes Pendant dürften so genannte sandflats sein, welche sich zwischen alluviale Fächer und Salzseen ausbreiten.

### Flussfazies

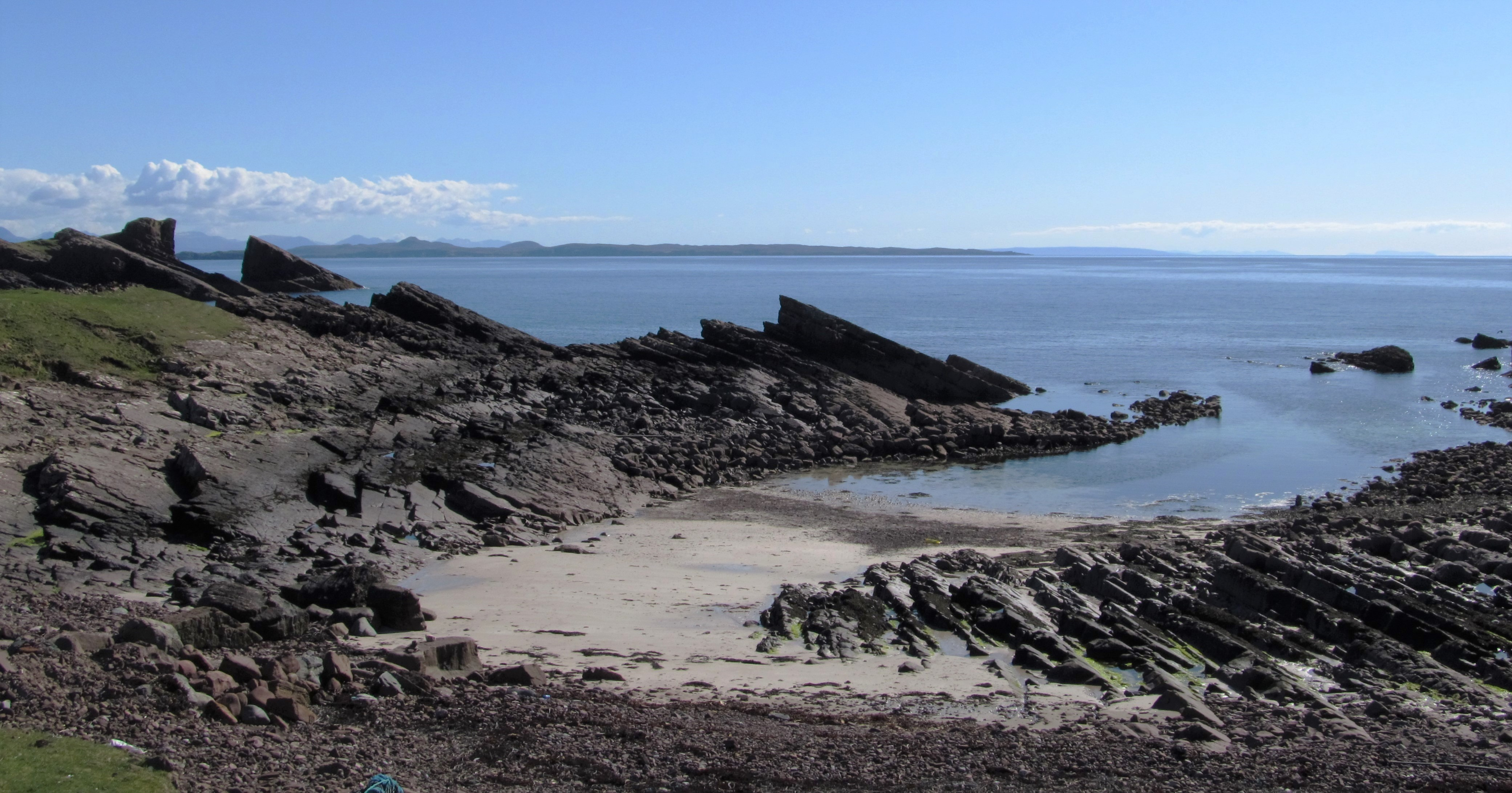
Oberer Abschnitt der Clachtoll-Formation. Am Felstor im Hintergrund beginnt bereits die Bay-of-Stoer-Formation.

Das beste Beispiel für Flussablagerungen in der Clachtoll-Formation stellen zweifellos die pflasterartigen, hochenergetischen Konglomerate der Fazies Ct 4 dar. Sie bilden bis zu 40 Meter mächtige Schichtkörper, die sich im gesamten Paläotal nördlich von Stoer ausbreiteten. Sie bilden hierbei mehrere Stockwerke aus. Die Sedimente sind klastengestützt, die Korngröße der Matrix beträgt 2 Millimeter und die Klasten erreichen weniger als 20 Zentimeter im Durchmesser. In den einzelnen Schichtpaketen verringern sich sowohl Matrix-Korngröße als auch Klastengröße ins jeweilige Hangende. Die Klasten bestehen überwiegend aus grobkörnigen, felsischen Gneisfragmenten. Ein paar wenige mafische Klasten stammen aus den Scourie dykes. Die Gerölle sind gut abgerundet und zu groben, 0,5 bis 1,0 Meter dicken Schichtkörpern organisiert. Sehr wahrscheinlich haben sich diese Schichtkörper in breiten, vernetzten Kanälen mit vergleichbarer Tiefe gebildet. Die Geröllgröße lässt auf eine Fließgeschwindigkeit von etwas über 1 Meter pro Sekunde schließen.
Ct 5 ist eine Flussfazies gemäßigter Energie und baut sich aus abwechselnd trogförmig, schräg geschichteten, roten Sandsteinen und Klastenlagen auf. Sie legt sich zwischen die Gerölle von Ct 4 und tritt im Mittelabschnitt des Schwemmfächers auf. Ct 5 zeigt ebenfalls Korngrößenabnahme ins Hangende und bildet 40 Meter mächtige Sedimentzyklen aus. Die Fazies legt sich auf Ct 1 und Ct 2 und grenzt an Ct 6 bzw. wird von Ct 6 bedeckt.

### See- und Sumpffazies
Lakustrin sind die Fazies Ct 3 und Ct 7. Die Fazies Ct 3 besteht aus roten Schiefertonen, die in einem ganzjährigen See oder Sumpf sedimentiert wurden. Ct 7 ist ein toniger Sandstein, der in einem ephemeren See oder Sumpf entstanden war, vieles spricht für Sumpf. Diese Fazies ist sehr ungewöhnlich, da die untersten 130 Meter keinerlei Schichtung mehr zeigen. Es wird angenommen, dass die Schichtung durch wiederholtes Austrocknen verloren ging – ähnlich der Entstehungsweise moderner Vertisols. Der obere Abschnitt zeigt Schichtung im Zentimeter- bis Meterbereich, die von 2 Zentimeter dicken Kalklagen durchsetzt wird. Ct 7 ist petrographisch eine Grauwacke mit bis zu 50 % eisenhaltiger Matrix – was wiederum den hohen Smektitgehalt (und damit die Quellkraft) des Sediments erklärt.
Die Fazies Ct 7 findet sich innerhalb und auf der Flussfazies Ct 5 sowie innerhalb der Fächerfazies Ct 6. Sie kann auch der äolischen Fazies Ct 8 aufsitzen. generell erscheint sie im Talzentrum.

### Äolische Fazies
Die Fazies Ct 8 baut sich aus gut sortierten, schräg geschichteten, laminierten Sandsteinen auf und wird als äolisches Ablagerungsprodukt angesehen. Sie ist jedoch nicht unbedingt typisch für Äolianite. Dennoch finden sich in ihr kleine Dünen, die auf ihren leeseitigen Abrutschflächen eine Laminierung der Sandkörner (engl. grainfall lamination) aufweisen. Diese vom Wind aufgeworfenen Dünenstrukturen bedeckten wahrscheinlich nichtaktive Abschnitte der rauen, sich laufend versetzenden Alluvialebene. Diese Ebene wurde von den Seiten von kleineren Alluvialfächern bedeckt, welche von den denudierten Gneishöckern hereingeschüttet wurden.
Die laminierten Sandsteine sind aus den Nachbarfazies durch Windsiebung hervorgegangen, sie sind ihnen somit recht ähnlich (auch sie sind noch leicht eckig und werden von Tonmineralen begleitet), sie sind aber wesentlich besser sortiert. Zementationserscheinungen manifestieren sich in bis zu 20 Zentimeter dicken Lagen, die in geröllhaltige Sandsteine inkorporiert sind. Letztere wurden in Fluten abgelagert, welche in die Dünenfelder eindrangen. Die Kohesivität der Lagen beruht wahrscheinlich auf Kalzit, möglicherweise ab er auch auf Cyanobakterienmatten. Ferner kommen in den laminierten Sandsteinen noch Siltsteinlagen mit Trockenrissen vor. Sie repräsentieren wahrscheinlich bei Flutungsereignisen tonig-siltige Überzüge der kleinen Dünen.
Wie nicht anders zu erwarten, steht die äolische Fazies Ct 8 mit sämtlichen anderen Fazies in Kontakt, sie findet sich aber insbesondere auf der Fazies Ct 6 im unteren Abschnitt des Fächers oder über der Flussfazies Ct 5.

## Ehemaliger Bergsturz

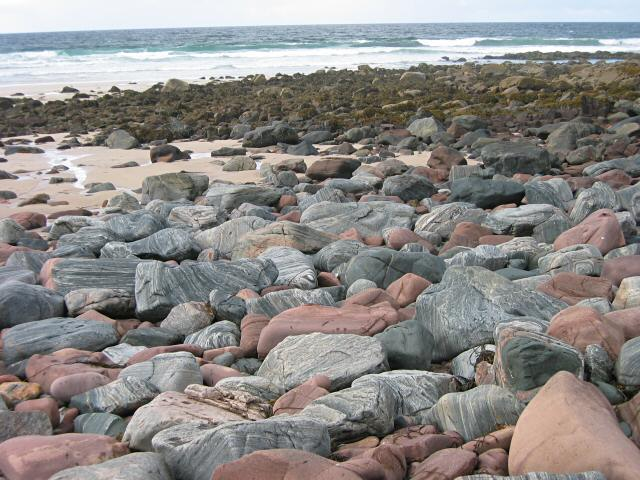
Strandgerölle an der Bay of Stoer – grau Lewisian, hellrot Clachtoll-Formation

Die basale Fächerfazies Ct 1 zeichnet sich durch einige Besonderheiten aus, darunter ein ehemaliger Bergsturz. Beispiele sind riesige, inkorporierte, elliptische, felsische Gneisblöcke in der Gruinard Bay oder der 30 Tonnen Block in Poolewe. Extrem ist der Bergsturz in Clachtoll mit einem 243.000 Tonnen Block aus Gneis des Lewisians, der in die Fazies Ct 1 hineingeglitten war. Der Riesenblock war wahrscheinlich nicht mehr als 15 Meter in das noch nasse und unkonsolidierte Sediment der Fazies Ct 1 gestürzt. Der Schock war jedoch ausreichend, um den Block an Unter- und Oberseite aufzureissen und Sediment von unten in ihn zu injizieren. Der Block zeichnet sich ferner dadurch aus, dass seine Gneisfoliation gegenüber der Foliation des Grundgebirges um 90° verdreht ist.

## Hypothetischer glazialer Ursprung
Im Vorkommen der Clachtoll-Formation an der Enard Bay finden sich metergroße Gneisblöcke in laminierten roten Ton- und Sandsteinen. Dieser Sachverhalt ließ eine Kontroverse über ihren Ursprung aufkommen. Davison und Hambrey (1996) interpretierten die Blöcke als glazial eingebracht (als so genannte Dropstones), Grant M. Young (1999) sieht sie jedoch als Ergebnis von Massenbewegungen (engl. mass flow deposits). Für den nichtglazialen Ursprung der Klasten spricht, dass die Matrix seitwärts gerichtete und keine vertikalen Verformungen zeigt. Ferner deutet das Vorhandensein von Oszillationsrippeln und Trockenrissen auf nur sehr flache Wasserbedeckung und keine substantiellen Wassertiefen, die ein Treibeiseintrag benötigt. Für Young handelt es sich hier um das Einwirken von Schuttfächern, die Gneisblöcke aus dem umliegend anstehenden Grundgebirge in größere Seen beförderten.

## Fossilien
Die bereits angesprochenen Couplets deuten auf Stromatolithen hin. Da bereits andeswo in der Torridonian Supergroup hervorragende Mikrofossilfunde gemacht wurden, untersuchten A. T. Brasier und Kollegen (2019) die fraglichen Sedimentstrukturen, konnten aber keinerlei Mikroben nachweisen. Die Strukturen waren auf rein abiotische Weise entstanden – durch Rippelbildung und durch Entwässerung des Sediments.
Direkt im Felsentor der Typlokalität erscheinen Sedimentstrukturen, die aber durchaus als Algenlaminite (engl. microbially induced sedimentary structures oder abgekürzt MISS) gedeutet werden können.

## Tektonik
Die Clachtoll-Formation wurde nach ihrer Ablagerung um 15 bis 20° nach Westen verkippt, wahrscheinlich entlang der Nordnordost-Südsüdwest-streichenden und steil einfallenden Coigach Fault. Gegen die Verwerfung bildet die Formation die antiklinale Struktur eines Rollovers.

## Alter
Zum Ablagerungsalter der Clachtoll-Formation sind zwei radiometrische Datierungen vorhanden. Ein Gneisgeröll an der Liegendbasis lieferte anhand der Rubidium-Strontium-Methode ein Alter von 1187 ± 35 Millionen Jahre. Eine dünne Kalklage an der Basis der obersten Hangendlage ergab 1199 ± 70 Millionen Jahre, ermittelt mit der Blei-Blei-Methode an Kalzit. Authigener Alkalifeldspat im aufliegenden Stac-Fada-Member wurde mittels der Argon-Argon-Methode auf 1177 ± 5 Millionen Jahre datiert und könnte somit ein Minimalalter der Clachtoll-Formation darstellen.
Insgesamt kann der Clachtoll-Formation somit ein Alter um 1180 Millionen Jahren zugewiesen werden. Dieses Alter wird auch von paläomagnetischen Untersuchungen unterstützt. Die analysierten Proben aus der Stoer Group folgen zwischen 1204 und 1158 Millionen Jahren der Gardar-Spur (engl. Gardar track) auf der Polwanderungskurve Laurentias. Eine genaue Übereinstimmung wird mit der Paläopolposition der Hviddal Giant Dykes bei Tugtutôq in Grönland erzielt, welche ein Alter von 1180 ± 9 Millionen Jahren besitzen.
An Zirkonen ermittelte Provenanzalter ergeben für die Clachtoll-Formation einen neoarchaischen Hauptpeak bei 2750 Millionen Jahren, einen paläoarchaischen Sekundärpeak bei 3400 Millionen Jahren und untergeordnet Alter aus dem Paläoproterozoikum (Statherium) bei 1790 Millionen Jahren. Der Hauptpeak entspricht dem Metamorphoseereignis des Badcallians datiert mit 2760 Millionen Jahren, das Alter von 1790 Millionen Jahren der Metamorphose des Laxfordians. Die Alter um 3400 Millionen Jahre repräsentieren die ursprüngliche Entstehung des Lewisians, sehr seltene Zirkone reichen hierbei sogar bis nahe an die 4000 Millionen Jahre heran.